# Francesco Bembo

Stemma dei Bembo

Francesco Bembo (Venezia, XIV secolo – XV secolo) è stato un militare e politico italiano.

## Biografia
Figlio di Giovanni Bembo, di famiglia patrizia, è citato a partire dal 1397 quale comandante della flotta inviata dalla Serenissima contro Gian Galeazzo Visconti in aiuto del signore di Mantova Francesco I Gonzaga. Combatté in prima linea, distinguendosi particolarmente nella distruzione del ponte di Governolo, ma, ferito a un ginocchio, tornò dalla guerra per sempre menomato. Per i suoi meriti, ricevette il titolo di cavaliere con il quale è spesso ricordato nelle fonti.
Nel 1400 fu podestà di Padova, per divenire l'anno dopo bailo di Negroponte. Qui si occupò del conflitto scoppiato ad Atene, occupata da Antonio I Acciaiuoli che ora assediava il rettore veneziano Nicolò Vitturi, asserragliato nell'Acropoli: il 22 agosto 1402 ebbe il compito di raggiungere l'Attica per soccorrerlo; ma, iniziate le operazioni senza aver atteso i rinforzi, cadde in un'imboscata e fu fatto prigioniero.
Tornato in libertà, con la morte di Gian Galeazzo Visconti e lo scoppio della guerra di Padova fu alla guida di una flotta che, risalendo l'Adige, doveva invadere il Padovano. Fu però respinto da Giacomo Papafava da Carrara e dovette attestarsi in Polesine.
Successivamente prese parte all'assedio di Padova in qualità di provveditore in campo. Quando Galeazzo da Mantova ordinò l'assalto della città, attaccò porta Porcilia alla testa di duemila cavalieri; venne respinto, allorché si spostò su porta Ognissanti in aiuto dello stesso Galeazzo, ma, ferito, dovette ritirarsi anche da qui. Il 13 novembre 1405 fu contattato dal signore della città, Francesco Novello da Carrara, per cominciare le trattative, ma il Senato respinse la sua iniziativa.
Nel 1406 venne nominato ancora una volta bailo di Negroponte. Poiché la zona attraversava un periodo di pace, il governo gli ordinò di licenziare i mercenari che ancora si trovavano sull'isola.
Nel 1410 prese parte a una legazione inviata a Bologna presso l'antipapa Giovanni XXIII per congratularsi della sua elezione. Nel 1411 era capitano di Verona, carica che riebbe nel 1413; in quest'ultima occasione sconfisse le truppe di Federico IV d'Asburgo che minacciavano alcuni castelli veneziani.
Sporadicamente ricoprì incarichi diplomatici: fu a Peschiera per le trattative con Gian Francesco Gonzaga, concluse il 10 aprile 1417 con un trattato di amicizia.
Nel 1418 fu sopracorruto di una galea che accompagnò in Terrasanta l'arcivescovo di Winchester Enrico Beaufort. Nello stesso anno divenne consigliere dogale e in questa veste presentò al Senato una serie di deliberazioni riguardanti la successione di Giacomo I Crispo, duca dell'Arcipelago. Nel 1419, divenuto capitano del Golfo, attaccò Traù e Spalato, che si erano sottomesse al re di Ungheria, e Scutari, uscendone ferito.
Grazie al prestigio raggiunto, il doge Tommaso Mocenigo lo inserì in una rosa di suoi possibili successori, ma venne eletto Francesco Foscari. In quel periodo il Bembo era, ancora come capitano del Golfo, impegnato nell'Adriatico meridionale, dove acquisì Pastrovichi e ottenne da Stefano III Lazaro di Rascia il riconoscimento del dominio veneziano su Scutari, Dulcigno e Cattaro.
Nel 1426-27 fu impegnato nella sua ultima impresa militare: al comando di una flotta, risalì il Po per attaccare il duca di Milano Filippo Maria Visconti. Nel marzo 1426 distrusse il ponte di Cremona, occupò due castelli sull'Adda e attaccò Pavia. Il 4 agosto, caduto malato, dovette essere sostituito da Andrea Loredan; tuttavia già l'anno successivo lo si ritrova ancora a capo della flotta del Po, con la quale riportò il 20 maggio riportò una vittoria a Brescello, grazie alla quale le truppe veneziane lì asserragliate poterono riconquistare Casalmaggiore. L'ultima notizia sul suo conto è del 7 agosto 1427, quando conseguì un nuovo successo militare a Cremona.